# Salvador Nocetti
Salvador Nocetti Ballardo (Buenos Aires, Argentina, 18 de julio de 1913-9 de agosto de 1986) fue un futbolista y entrenador argentino nacionalizado chileno, que jugaba de mediocampista.

## Trayectoria

### Como jugador
Comenzó en el fútbol al ingresar a las divisiones inferiores de Sportivo Barracas. En 1929 debutó en el primer equipo, y en 1934 pasó a
Ferro Carril Oeste, siempre de centro half.
En 1935 llegó al fútbol chileno, al fichar por Santiago. Luego de la fusión de este último club con Morning Star, comenzó a actuar en el cuadro fusionado: Santiago Morning, del cual fue también su capitán. En 1942 logró obtener el campeonato nacional, temporada en la cual fue figura y actuó en todos los partidos.

### Como entrenador
Luego de su retiro como futbolista, ejerció como director técnico en 1947 en el club Audax Italiano, consiguiendo un año después el título de Primera División.
En 1950 tuvo un breve paso por el club Universidad de Chile.
En 1954 dirigió al América de Rancagua donde logró el subcampeonato de la Segunda División.
En 1968 asumió la banca de la Selección de fútbol de Chile, debutando el 18 de junio en el triunfo 2:1 sobre la Selección de fútbol de Perú en el Estadio Nacional de Lima por la Copa del Pacífico, la cual terminó adjudicándose, dirigió también durante las clasificatorias para la Copa Mundial de Fútbol de 1970, enfrentando a Ecuador con quien sumó un triunfo y un empate y con Uruguay consiguiendo igualar de local y una derrota en Montevideo. 18 partidos sumó, acumulando un 50% de rendimiento.
En 1969 se hizo cargo de Santiago Morning.

## Clubes

### Como jugador
| Club               | País      | Año       |
| ------------------ | --------- | --------- |
| Sportivo Barracas  | Argentina | 1929-1933 |
| Ferro Carril Oeste | Argentina | 1934      |
| Santiago           | Chile     | 1935      |
| Santiago Morning   | Chile     | 1936-1945 |

### Como entrenador
| Club                 | País  | Año       |
| -------------------- | ----- | --------- |
| Santiago Morning     | Chile | 1946      |
| Audax Italiano       | Chile | 1947-1948 |
| Universidad de Chile | Chile | 1950      |
| América Rancagua     | Chile | 1954      |
| Selección chilena    | Chile | 1968-1969 |
| Santiago Morning     | Chile | 1967-1969 |
| Santiago Morning     | Chile | 1979      |

## Palmarés

### Títulos nacionales

#### Como jugador
| Título           | Club             | País  | Año  |
| ---------------- | ---------------- | ----- | ---- |
| Primera División | Santiago Morning | Chile | 1942 |

#### Como entrenador
| Título           | Club           | País  | Año  |
| ---------------- | -------------- | ----- | ---- |
| Primera División | Audax Italiano | Chile | 1948 |